# 藍晒圖文創園區
藍晒圖文創園區（Blueprint Cultural & Creative Park）為台南市南區西門路一段上的一個微型文創園區。區內前身為舊司法宿舍，提供文創市集、藝文展演等服務，於民國104年（2015年）年12月12日開幕。
藍晒圖原為建築師劉國滄於民國93年（2004年）在海安路二段牆面上的街景藝術「殘屋藍圖」，為當時台南的熱門景點。民國103年（2014年）年2月因屋主收回牆面而將藍晒圖刷白後，台南市政府文化局遂邀請劉國滄在此重新打造3D藍晒圖入口意象，於民國103年（2014年）12月5日完工。

## 藍圖工藝
藍圖，港澳地區又稱「藍本」或「藍紙」，是工程製圖的原圖經過描圖、曬圖和薰圖後生成的複製品，因為圖紙是藍色的，所以被稱為「藍圖」。藍圖類似照相用的相紙，可以反覆複製新圖，而且易於保存，不會模糊，不會掉色，不易玷污。
在中文語境中，藍圖一詞通常引申為一種對未來的構想或計劃。

## 週邊
- 新光三越臺南新天地
- 臺南晶英酒店
- 國泰商旅和逸飯店臺南西門館
- 煙波大飯店臺南館
- 私立南英高級商工職業學校
- 奇美醫院樹林分院
- 水萍塭公園
- 臺南市美術館2館
- 司法博物館

### 其他資料
- . Newtalk新聞. 2020-03-23. （原始内容存档于2020-09-25）.
- . 蕃新聞. 2020-03-31. （原始内容存档于2023-05-05）.
- . u 值媒. 2019-08-06. （原始内容存档于2019-08-06）.

## 相關連結
- 藍晒圖文創園區粉絲專頁 （页面存档备份，存于）
- Facebook-藍晒圖文創園區@BCPTainanCity （页面存档备份，存于）